# Atherinomorus
Atherinomorus is een geslacht van straalvinnige vissen uit de familie van koornaarvissen (Atherinidae). Het geslacht is voor het eerst wetenschappelijk beschreven in 1903 door Fowler.

## Soorten
- Atherinomorus aetholepis Kimura, Iwatsuki & Yoshino, 2002
- Atherinomorus balabacensis Seale, 1910
- Atherinomorus capricornensis Woodland, 1961
- Atherinomorus duodecimalis Valenciennes, 1835
- Atherinomorus endrachtensis Quoy & Gaimard, 1825
- Atherinomorus insularum Jordan & Evermann, 1903
- Atherinomorus lacunosus Forster, 1801
- Atherinomorus lineatus Günther, 1872
- Atherinomorus regina Seale, 1910
- Atherinomorus stipes Müller & Troschel, 1848
- Atherinomorus vaigiensis Quoy & Gaimard, 1825